# 60001 Adélka
60001 Adélka este un asteroid din centura principală, descoperit pe 4 octombrie 1999, de Lenka Šarounová.